# Carmen Gronau
Carmen Gronau, geb. Carmen von Wogau (* 8. Oktober 1910 in Freiburg im Breisgau; † 1999), war eine deutsch-britische Kunsthistorikerin und Kunsthändlerin.

## Leben
Carmen von Wogau war die Tochter des Max von Wogau, des Besitzers eines Trabergestüts, und wuchs in wohlhabenden Verhältnissen auf. Sie studierte Kunstgeschichte in Freiburg, Frankfurt und Göttingen, wo sie an der Georg-August-Universität bei Georg Vitzthum von Eckstädt eine Dissertation zu Ludovico Cardi detto il Cigoli begann. Diese führte sie nach der Heirat mit dem Kunsthistoriker Hans-Dietrich Gronau im Jahr 1935 und ihrer Emigration nach London nicht weiter. Als ihr Ehemann 1945 eine Tätigkeit als Sachverständiger für Gemälde alter Meister bei Sotheby’s übernahm, unterstützte sie ihn dabei.
Nach Hans-Dietrich Gronaus Tod wurde sie 1951 seine Nachfolgerin. Sie stieg zur Leiterin der Abteilung für Gemälde alter Meister bei Sotheby’s auf, 1960 wurde sie als erste Frau eine der neun Direktoren der Firma. 1974 trat sie in den Ruhestand.